# Эбелебен
Эбелебен (нем. Ebeleben) — город в Германии, в земле Тюрингия.
Входит в состав района Кифхойзер. Население составляет 2907 человек (на 31 декабря 2010 года). Занимает площадь 40,74 км². Официальный код — 16 0 65 014.
Город подразделяется на 4 городских района.